# 罐頭音樂
罐頭音樂（英語：Canned music），顧名思義就像罐頭一樣，為事先錄製完成的一種配樂，需要使用時可直接加入。罐頭音樂經常用於電影、電視、廣播劇等配樂。罐頭音樂跟量身訂造的現場配樂（Live music）不同。在其它影音後期製作時，如果剪接師為交貨省時、成本低、投资方要求又不高，都會用罐頭音樂。有的唱片公司專門製作各種這類音樂供電視節目及其他影音作品用，這類音樂又稱為「製作用音樂」（英語：production music）或「素材音樂」。
用罐頭配樂、感情跟劇情未必配合，甚至牛頭不配馬咀，例如一些趕拍電影、七日鮮等。
不過，有些罐頭音樂也可以成為經典，例如1970年代黃飛鴻電影系列主題曲《將軍令》，原本都是罐頭音樂。當年《將軍令》是中國大陸的一首流行曲，之後給剪接師不問自取用作罐頭配樂。